# Arixeniidae
Sous-ordre
Famille
Les Arixeniidae sont une famille d'insectes dermaptères d'Asie du Sud-Est vivant sur des chiroptères.
C'est la seule famille des Arixeniina Burr, 1911. Il y a cinq espèces dans deux genres.

## Liste desgenres
- Arixenia Jordan, 1909
- Xeniaria Maa in Nakata & Maa, 1974